# Conferencia de Moscú (1945)

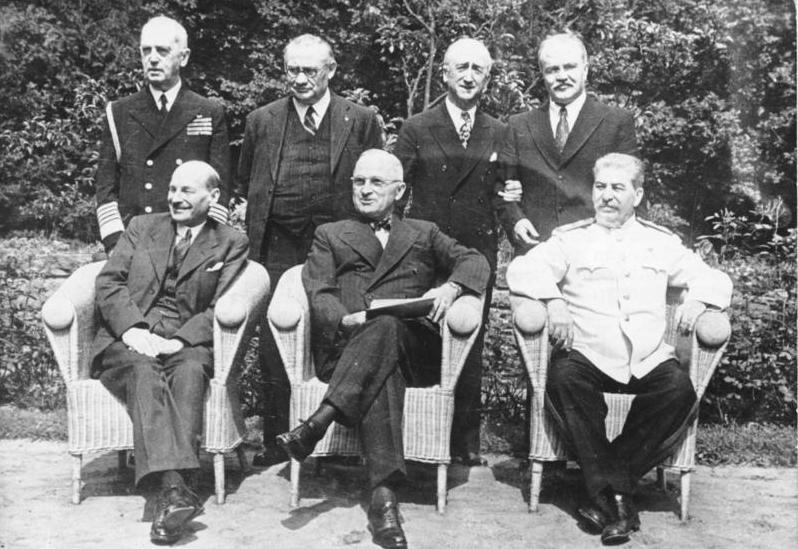
Imagen de la Conferencia de Potsdam, donde encontramos. Detrás de izquierda a derecha a William D. Leahy, Ernest Bevin, James F. Byrnes y Viacheslav Mólotov. Estos últimos tres son los protagonistas de la Conferencia de Moscú.

La Conferencia de Moscú de Ministros de Relaciones Exteriores (también conocida como Reunión Interina de Ministros de Relaciones Exteriores) de los Estados Unidos (James F. Byrnes), el Reino Unido (Ernest Bevin), y la Unión Soviética (Vyacheslav Molotov) se reunieron en diciembre de 1945 para discutir los problemas de la ocupación, el establecimiento de la paz y otros asuntos del Lejano Oriente.
La conferencia siguió a las conferencias aliadas de la Segunda Guerra Mundial, incluidas las de El Cairo, Yalta y Potsdam. El comunicado, emitido después de la conferencia del 27 de diciembre de 1945, contenía una declaración conjunta que cubría una serie de cuestiones derivadas del final de la Segunda Guerra Mundial.

## Antecedentes
La Conferencia de Moscú podría verse como una victoria de la Unión Soviética. La conferencia fue propuesta por Byrnes, sin una invitación ofrecida a Francia o China y sin consultar primero con el Reino Unido. Esto se alineó con el objetivo que la Unión Soviética había deseado anteriormente: que Francia y China fueran excluidas de los acuerdos de paz con respecto a las potencias del eje menor en Europa, y creó una brecha entre el Reino Unido y los Estados Unidos. 
El veterano diplomático estadounidense George F. Kennan, quien estaba sirviendo en la embajada estadounidense en Moscú, observó el proceso de primera mano y escribió en su diario sobre James Byrnes, el Secretario de Estado estadounidense:

Las realidades detrás de este acuerdo, ya que solo conciernen a personas como coreanos, rumanos e iraníes, de quienes no sabe nada, no le preocupan. Él quiere un acuerdo por su efecto político en casa. Los rusos saben esto. Verán que para este éxito superficial, él paga un alto precio en las cosas que son reales.

## Consecuencias
La conferencia reconoció a los gobiernos prosoviéticos en Rumania y Bulgaria, le otorgó a la Unión Soviética un papel en el Japón de la posguerra, estableció el control internacional de la energía atómica y logró un acuerdo sobre un fideicomiso en Corea. Todo fue visto como un éxito por parte de la Unión Soviética.
La conferencia preparó tratados de paz con Italia, Rumania, Bulgaria, Hungría y Finlandia. Esos tratados se materializaron con los Tratados de Paz de París de 1947.
La Conferencia de Moscú estableció la Comisión del Lejano Oriente, con sede en Washington, que supervisaría el Consejo Aliado para Japón, en sustitución de la Comisión Asesora del Lejano Oriente. El arreglo, que le dio a Estados Unidos una posición dominante en Japón, era un reflejo de la situación en Hungría, Bulgaria y Rumania, donde la Unión Soviética era dominante. Tanto la Comisión del Lejano Oriente como el Consejo Aliado para Japón se disolvieron tras el Tratado de San Francisco en 1951.
La sección sobre Corea pedía el establecimiento de una Comisión Conjunta, bajo el control de un consorcio de los Estados Unidos, la Unión Soviética, el Reino Unido y China, incluida la decisión de que se necesitaría un fideicomiso de 4 poderes de hasta 5 años antes de que Corea lograra la independencia. Varios sectores políticos en Corea se opusieron a este plan de administración fiduciaria, y se sugirió que tal plan convertía a Corea en vasallo de las 4 potencias.
La conferencia pidió el establecimiento por las Naciones Unidas de una comisión para el control de la energía atómica. Dicha comisión fue la Comisión de Energía Atómica de las Naciones Unidas, fundada el 24 de enero de 1946 por la primera resolución de la Asamblea General de las Naciones Unidas.

### Cuestiones pendientes
La conferencia no abordó temas pendientes relacionados con Irán, España, Grecia, Libia o los Dardanelos. La Unión Soviética no estaba dispuesta a retirarse de Irán, citando el Tratado de Amistad Ruso-Persa y afirmando que su presencia era legal para proteger Bakú. Como respuesta a las demandas angloamericanas de su retirada de Irán, la Unión Soviética presionó para que los británicos se retiraran de Grecia. Reiterando su posición previamente expresada en las conferencias de Potsdam y Londres, la Unión Soviética una vez más exigió una base militar en los Dardanelos.